# Herbert Plaxton
Herbert Alfred Wellington „Bert” Plaxton (Kanada, Ontario, Barrie, 1901. április 22. – 1970. november 7.) olimpiai bajnok kanadai jégkorongozó.
Részt vett az 1928-as téli olimpián, mint a kanadai válogatott támadója. A kanadaiaknak nem kell csoportkört játszaniuk, hanem egyből a négyes döntőből indultak. A támadók összesen 38 gólt ütöttek 3 mérkőzésen és 1-et sem kaptak. Svájcot 13–0-ra, a briteket 14–0-ra, végül a svédeket 11–0-ra verték és így olimpiai bajnokok lettek. Ez az olimpia világbajnokságnak is számított, ezért világbajnokok is lettek. 2 mérkőzésen játszott és 2 gólt ütött a britek ellen.
Ez a kanadai válogatott valójában egy egyetemi csapat volt, a University of Toronto csapata, amely amatőr, egyetemi hallgatókból állt. 1927-ben megnyerték az Allan-kupát, amiért a kanadai senior amatőr csapatok versengenek. Ezzel a győzelemmel kiérdemelték a helyet az olimpián. Ő nem volt csapattag, hanem a testvére Hugh Plaxton akarta, hogy mehessen az olimpiára. A testvére és az unokatestvére, Roger Plaxton, szintén játszottak az olimpián és így ők is olimpiai bajnokok.
A civil foglalkozása ügyvéd volt.